# Burne Hogarth
Burne Hogarth (Nascut Spinoza Bernard Ginsburg, Chicago, 25 de desembre de 1911 – París, 28 de gener de 1996) va ser un artista i educador nord-americanà, conegut pel seu treball a la tira còmica del periòdic Tarzan i per la seva sèrie de llibres d'anatomia per a artistes.

## Primers anys
Burne Hogarth va néixer a Chicago el 1911, el fill petit de Pauline i el fuster Max. De ben petit va mostrar talent per al dibuix i el seu pare va guardar els seus dibuixos. Uns anys més tard els va ensenyar a l'Art Institute of Chicago i als 12 anys Hogarth va ser admès, iniciant una formació formal que el va portar a través d'institucions com el Crane College de Chicago, la Universitat Northwestern i la Universitat de Colúmbia de Nova York, on també va estudiar arts i ciències.
A causa de la mort precoç del seu pare, Hogarth va començar a treballar als 15 anys com a assistent del Sindicat d'Editors Associats i va il·lustrar una sèrie anomenada Famous Churches of the World. Va treballar durant diversos anys com a editor i artista publicitari, feina que va proporcionar-li una ocupació constant. El 1929, va dibuixar la seva primera tira còmica Ivy Hemmanhaw, per a la companyia Barnet Brown, i el 1930 va dibuixar Odd Occupations and Strange Accidents per al Ledd Features Syndicate.
A mesura que la Gran Depressió empitjorava, Hogarth es va traslladar a la ciutat de Nova York per recomanació dels seus amics. Va trobar feina d'ajudant al King Features Syndicate el 1934, dibuixant l'aventura pirata de Charles Driscoll Pieces of Eight (1935).
El 1936 va arribar l'encàrrec que va catapultar la carrera d'il·lustració de Hogarth.

## Tarzan
L'any 1936 va ser designat successor de Harold Foster al capdavant de la pàgina dominical de Tarzan, de United Feature Syndicate', que va dibuixar durant dotze anys, entre 1937–45 i 1947–50. El seu treball es va interrompre per una altra sèrie, Drago, que narrava les aventures d'un gautxo a la Pampa argentina, que va tenir una vida efímera.
L'any 1949, també per la United Feature Syndicate, va crear la seva única sèrie humorística, Miracle Jones.
Amb Tarzan, va ajuntar classicisme, expressionisme i narrativa en una nova forma d'art seqüencial dinàmic: la tira còmica. Hom hi ha observat influències del manierisme, especialment en el tractament del cos humà, del barroc i, fins i tot, de l'expressionisme alemany i de l'art xinès pel que fa a la composició bigarrada de les seves pàgines, fins al punt que se l'ha anomenat el "Miquel Àngel del novè art". L'agitació i el dinamisme dels seus còmics eren inèdits a l'època.
Aquest còmic s'ha reimprès en diverses ocasions, la més recent de les quals amb NBM Publishing.

## Docència
Gairebé sempre Hogarth va alternar la feina d'artista professional amb la de professor. Al llarg dels anys, va ser professor de dibuixos en diverses institucions i, cap al 1944, tenia al cap crear una escola per als soldatss veterans de la Segona Guerra Mundial que tornaven. La Manhattan Academy of Newspaper Art va ser la primera feina formal de Hogarth i el 1947 l'havia transformat en la Cartoonists and Illustrators School. Aquesta acadèmia va continuar creixent i el 1956 es va reanomenar School of Visual Arts (SVA), que actualment és una de les escoles d'art mundials més importants. Hogarth va dissenyar el currículum, va fer d'administrador i va ensenyar un programa complet que incloïa dibuix, escriptura i història de l'art. L'any 1970 es va retirar de la SVA però va continuar ensenyant a la Parsons School of Design i, després d'un trasllat a Los Angeles, a la Otis School i a l'Art Center College of Design de Pasadena.

## Llibres
Durant els seus anys de docent, Hogarth va escriure llibres d'anatomia i de dibuix que es van convertir en llibres de referència per a diferents artistes, inclosos els animadors per ordinador. Els primers, Dynamic Anatomy (1958) i Drawing the Human Head (1965) van ser fonamentals per a les investigacions posteriors de la forma humana. Dynamic Figure Drawing (1970) i Drawing Dynamic Hands (1977) van completar el cicle de figura. Dynamic Light and Shade (1981) i Dynamic Wrinkles and Drapery (1995) van explorar altres aspectes relatius a la representació de la figura.

## Novel·les gràfiques
Després de més de 20 anys allunyat de la tira còmica, Hogarth va tornar a l'art seqüencial el 1972 amb Tarzan of the Apes, una narració gràfica de gran format publicada per Watson Guptill en 11 idiomes. Va seguir amb Jungle Tales of Tarzan (1976), integrant tècniques prèviament no provades com les imatges d'espai ocult, encobert i negatiu amb temes de colors inspirats en una descripció visual harmònica, un pinacle de l'art narratiu. Aquests textos, a més del treball de tira de Hogarth, exerceixen una influència permanent i continuada dins de la comunitat d'arts globals i entre els lectors de tot arreu.
Els seus discursos enèrgics eren coneguts perquè tractava qualsevol tema que se li proposés amb una extensa sèrie d'idees que podien abastar des de la Revolució francesa fins als parcs d'atraccions, passant pel postmodernisme i l'art del graffiti, l'economia o la globalització, per tornar una resposta il·luminada a la pregunta original. Com a professor era conegut per un enfocament vigorós i sorprenent, que podia incloure instruccions com "Pinta'm aquest so: una aranya caminant per la seva xarxa. Quina és la música d'aquest so?"

## Premis
Va rebre el reconeixement per la seva tasca als Estats Units, amb premis com el National Cartoonist Society Advertising and Illustration Award de 1975,el Magazine and Book Illustration Award el 1992 i Special Features Award el 1974, així com desenes de guardons internacionals. Va ensenyar, escriure, crear i teoritzar de manera lúcida i apassionada fins als seus darrers dies. Durant dècades va ser convidat regularment a esdeveniments internacionals, sovint amb un paper destacat. Poc després d'assistir al Festival Internacional del Còmic d'Angoulême el 1996, Hogarth va tornar a París, on va patir una insuficiència cardíaca i va morir el 28 de gener als 84 anys.
L'any 2010 se li va atorgar el Will Eisner Award Hall of Fame.

### Còmics
- Tarzan:
  - Tarzan, Lord of the Jungle
  - Tarzan and the Elephants
  - Tarzan and the Adventurers
  - Tarzan and the Pygmies
- Miracle Jones
- Drago[11]

### Llibres de no-ficció
- Dynamic Anatomy (1958, reimprès el 2003, ISBN 0-8230-1552-1)
- Drawing the Human Head (1965, reimprès el 1989, ISBN 0-8230-1376-6)
- Dynamic Figure Drawing (1970, reimprès el 1996, ISBN 0-8230-1577-7)
- Drawing Dynamic Hands (1977, reimprès el 1988, ISBN 0-8230-1368-5)
- Dynamic Light and Shade (1981, reimprès el 1992, ISBN 0-8230-1581-5)
- Dynamic Wrinkles and Drapery (1995, ISBN 0-8230-1587-4)

### Articles
- Artist’s Monthly – Selecting The Right Art School – The Cartoonist’s and Illustrator’s Center

Escrit per Burne Hogarth, aquest article detalla els entrebancs de l'escola d'art tradicional i assenyala els avantatges de The Cartoonist's and Illustrator's Center (l'actual Escola d'Arts Visuals), que va cofundar.
- American Cinematographer – A Clash Of Two Cultures

Aquest article detalla (entre altres coses) la influència de les obres d'art de Burne Hogarth en Vittorio Storaro, ASC, AIC durant la creació d'Apocalypse Now. A partir de l'article, "El tractament surrealista de Storaro de les escenes de la selva es va inspirar parcialment en l'art de Burne Hogarth, l'ús atrevit del color del qual va portar la historieta de Tarzan a viure la vida durant els darrers anys 30."